# Файнс, Натаниел, 21-й барон Сэй и Сил
Натаниел Томас Аллен Файнс (англ. Nathaniel Thomas Allen Fiennes; 22 сентября 1920 — 20 января 2024) — английский аристократ, 21-й барон Сэй и Сил с 1968 года.

## Биография
Натаниел Файнс родился 22 сентября 1920 года в семье Иво Туислтона-Уайкема-Файнса, 20-го барона Сэя и Сила (1885—1968), и его жены Херси Батлер (1889—1968). Несмотря на семейную связь с Винчестерским колледжем, он получил образование в Итоне, а затем в Нью-колледже в Оксфорде. Во время Второй мировой войны Файнс служил в стрелковой бригаде (собственной бригаде принца-консорта). Он был повышен до лейтенанта 1 октября 1942 года и до временного капитана 3 сентября 1943 года. В марте 1945 года Файнс был упомянут в депеше командования.
Младший брат Натаниела, сержант Ингельрам Туистлтон-Уайкем-Файнс, служивший в Королевских ВВС, погиб 30 августа 1941 года в возрасте 19 лет, когда его бомбардировщик Wellington, летевший из Гибралтара, был сбит возле Лампедузы.
В апреле 1945 года 8-й батальон стрелковой бригады, в котором служил Файнс, стал первым подразделением, достигшим концентрационного лагеря Берген-Бельзен. В 2020 году он вспоминал для Daily Telegraph: «Мы свернули на небольшую дорожку, и перед нами открылось зрелище, которое мы никогда не захотели бы увидеть снова… Люди на земле, ямы с тремя или четырьмя сотнями мёртвых тел в каждой… Это было похоже на кошмар, и запах был угнетающим». Файнс встретился с выжившей в Берген-Бельзене Малой Трибич в своем фамильном замке Бротон незадолго до 75-й годовщины освобождения лагеря.
После войны Файнс остался в армии, получив повышение до капитана военной службы и временного майора 15 января 1946 года. 22 мая 1948 года он получил очередную комиссию в качестве лейтенанта в стрелковой бригаде (старшинство с 22 мая 1943 года), с повышением до капитана вступил в силу с той же даты (старшинство с 22 ноября 1947 года). Он находился в Палестине во время чрезвычайного положения 1946—1947 годов, за что снова был упомянут в депешах в январе 1949 года. Он ушёл в отставку 8 февраля 1950 года, сохранив почётное звание майора.
Файнс был попечителем фонда Эрнеста Кука, который работает над сохранением английских загородных домов и поместий, с 1959 по 1995 год, занимая пост председателя с 1964 по 1990 год. В 1965 году он сократил свою фамилию, отказавшись от двух её составляющих — Туислтон и Уайкем.
21 октября 1968 года, после смерти отца, Файнс занял место в Палате лордов как 21-й барон Сэй и Сил. Он был членом Винчестерского колледжа с 1967 по 1983 год. Барон стал дипломированным геодезистом и партнёром компании Laws and Fiennes, прежде чем стать региональным директором в Lloyds Bank (1983—1990). С 1979 года он занимал пост заместителя лейтенанта Оксфордшира .
Он стал отцом писателя Уильяма Файнса и художницы Сюзанны Файнс. Семья и друзья звали его Нат.

## Брак и дети
4 декабря 1958 года Файнс женился на Мариетт Хелене Солсбери-Джонс (родилась в 1935 году), дочери генерал-майора сэра Артура Гая Солсбери-Джонса. У них было пятеро детей:
- Ричард Ингель Файнс (19 августа 1959 — 13 апреля 2001)[13];
- Мартин Гай Файнс (родился 27 февраля 1961), наследник титула, женатый с 1996 года на Кан Чай Лиан, отец троих детей;
- Сюзанна Херси Файнс (родилась 27 февраля 1961), художница, замужем с 2004 года за доктором Джоном Уордлоу Хэнбери-Тенисоном (родился в 1957);
- Томас Натаниэль Файнс (11 октября 1965 — 3 сентября 1968);
- Уильям Джон Файнс (родился 7 августа 1970), писатель.